# Solanum schwackei
Solanum schwackei là loài thực vật có hoa trong họ Cà. Loài này được Glaz. miêu tả khoa học đầu tiên.